# Léonard Aurousseau
Pour les articles homonymes, voir Aurousseau.
Léonard Eugène Aurousseau, né le 12 juillet 1888 à Cannes, et mort le 24 janvier 1929, à Yerres, est un orientaliste français, sinologue, professeur de chinois, historien et archéologue.
Il est membre de  l'École française d'extrême-orient (EFEO) de 1911 à 1926 puis son directeur de 1926 à 1929.

## Biographie
Léonard Eugène Aurousseau nait le 12 juillet 1888 à Cannes. Sa mère est Anaïs Stéphanie Forestier, et son père est Paul Jules Aurousseau, chef de gare et pasteur en Algérie.
L'un de ses frères est Alfred Aurousseau, homme de lettres, poète, et officier pendant la 1ère guerre mondiale, détenteur d'une croix de guerre et légion d'honneur. Il a 9 autres frères et sœurs.
Il commence sa scolarité au collèges de Saintes de Montluçon (Allier) et de Montbéliard (Doubs) puis poursuit au lycée Henri-IV, à Paris.
Léonard Aurousseau est diplômé de l'École des langues orientales, en chinois, où Arnold Visière est son professeur. Il est également diplômé de l'École pratique des hautes études (EPHE) sous l'enseignement de Édouard Chavannes,.
Il débarque pour la première fois en Indochine en 1909, comme soldat dans un régiment d'infanterie du 10ème colonial, il obtint la permission de travailler en même temps  à l'EFEO.

### Membre de l'EFEO à partir de 1911
Sa nomination comme membre temporaire intervient deux ans plus tard, en 1911, et débute par une longue mission en Chine, à Shanghai puis à Pékin.
Aurousseau accueille en 1912, George Coedes, ils ont été nommés pensionnaire en même temps. Coedes lui succédera par la suite au poste de directeur de l'EFEO.
A l'été 1913, Léonard Aurousseau est appelé par arrêté du gouverneur général Albert Sarrault à prendre temporairement la fonction de précepteur de l'empereur du protectorat français d'Annam, l'empereur Duy Tân (1899-1945) qui régna de 1907 à 1916. Aurousseau remplace Philippe Albert Eberhardt en voyage en France et ce, jusqu'en novembre 1914. Il saisit ainsi l'opportunité séjourner à Hué Capitale de l'Annam à cette époque, pour approfondir ses connaissances et faire avancer ses travaux sur l'histoire vietnamienne.
En 1915, Léonard Aurousseau est nommé professeur d'histoire et d'archéologie à l'EFEO.
Pendant la première guerre mondiale, Il est mobilisé en 1916, et rejoint la France, étant affecté en Sibérie.
En 1920, à son retour à Hanoi, Léonard Aurousseau devient professeur de chinois à la suite d'Henri Maspero à ce poste, ses manuscrits de chinois ont été retrouvés à l'EFEO.
D'autre part, Léonard Aurousseau assure l'intérim au poste de secrétaire de l'EFEO, en l'absence de Noël Peri (1865-1922) prêtre et missionnaire, en mission au Japon. À la suite du décès de Peri en 1922, Aurousseau prend sa succession. Auparavant, il est chargé d'une mission en Chine, en Corée et au Japon.
Aurousseau publie alors, dans le BEFEO, quelques articles, fruits de ses recherches historiques : « La première conquête chinoise des pays annamites » (1923), qui suscite une controverse avec Henri Maspero (T'oung Pao, 1924) et « Sur le nom de Cochinchine » (1924). L'année suivante, il contribue aux Études asiatiques, publiées à l'occasion du vingt-cinquième anniversaire de l'EFEO, par un travail de sinologue : la traduction du poème Deux paons se sont envolés, œuvre datant du début de l'époque des Trois Royaumes.

### Direction de l'EFEO de 1926 à 1929
En 1926, nommé directeur de l'EFEO, à la suite de Louis Finot (1864-1935), son co-religionnaire de l'EPHE, Léonard Aurousseau mène les travaux à Trà Kiêu et à Angkor. De plus, il s'implique dans l'aménagement du nouveau musée Louis-Finot dans l'ancien bâtiment de l'EFEO et destiné à recevoir les collections de l'EFEO. Le musée sera terminé en 1932 qui deviendra en 1958 le musée national de l'Histoire du Vietnam, Le bâtiment du musée est construit par l'architecte Ernest Hébrard qui construira également le musée des beaux-arts de Hanoï.
Dans le tome 26 du BEFEO , Léonard Aurousseau relate de façon détaillée les cérémonies qui ont lieu à Hué en novembre 1926, à l'occasion de l'enterrement de l'empereur Khải Định (1885-1925), successeur à Duy Than; l'empereur Bảo Đại (1913-1997) lui succédera.

### Retour en France en 1929
Cependant, Léonard Aurousseau voit sa santé dramatiquement s'aggraver et doit retourner en France vers la fin de l'année 1929 . Par la suite, il met fin à ses jours le 24 janvier 1929 à l'âge de 40 ans.

## Œuvres
- A propos de l'article de Sylvain Lévi : Le "Tokharien B", langue de Koutcha (1914) (BNF 39381098)
- « Le Mot sampan est-il chinois ? », Bulletin de l'École française d'Extrême-Orient, t. 22,‎ 1922, p. 139-142 (DOI 10.3406/befeo.1922.2916, lire en ligne)
- « Exposé de géographie historique du pays d'Annam, traduit de Cuŏn̆g mục », Bulletin de l'École française d'Extrême-Orient, t. 22,‎ 1922, p. 143-160 (BNF 39381099, DOI 10.3406/befeo.1922.2918, lire en ligne)
- « La Première Conquête chinoise des pays annamites. Étude suivi d'une note sur les origines du peuple annamite », Bulletin de l’École française d'Extrême-Orient, t. 23,‎ 1923, p. 136-264 (BNF 31743386, DOI 10.3406/befeo.1923.5933, lire en ligne)
- « Sur le nom de Cochinchine », Bulletin de l'École française d'Extrême-Orient, Hanoï-Haïphong, impr. d'Extrême-Orient, t. 24, nos 3-4,‎ 1924 (BNF 31743387, lire en ligne)
- « Claude Eugène Maître (1876-1925) », Bulletin de l’école française d'Extrême-Orient, t. 25,‎ 1925, p. 599-624 (lire en ligne)
- Nouvelles douilles de Dai-Hû'u. Une fouille au village de Trung-Quan (Quang-Binh, Annam) (1926)
- Deux paons se sont envolés (1927)